# US-amerikanische Badmintonmeisterschaft 1971
Die US-amerikanische Badmintonmeisterschaft 1971 fand Mitte 1971 in Las Vegas statt.

## Finalresultate
| Disziplin    | Sieger                        | Finalist                      | Ergebnis           |
| ------------ | ----------------------------- | ----------------------------- | ------------------ |
| Herreneinzel | Stan Hales                    | Charles Coakley               | 12-15, 15-8, 15-4  |
| Dameneinzel  | Diane Hales                   | Polly Stockton                | 11-4, 5-11, 12-11  |
| Herrendoppel | Don Paup Jim Poole            | Joe Alston Chris Kinard       | 5-0, Abbruch       |
| Damendoppel  | Caroline Hein Carlene Starkey | Maryanne Breckell Diane Hales | 15-8, 15-1         |
| Mixed        | Don Paup Helen Tibbetts       | Joe Alston Maryanne Breckell  | 15-12, 16-17, 15-8 |